# Борис Стефанов (дендролог)
Вижте пояснителната страница за други личности с името Борис Стефанов.
Борис Стефанов Попов е български ботаник дендролог, един от основоположниците на тази дисциплина в България, академик на Българската академия на науките.

## Биография
Роден е в София на 8 юни 1894 г. Баща му е от далматински произход, опълченец от Освободителната война. Майка му, българка от София, умира при раждането му и той е даден за осиновяване на бездетното семейство на Стефан и Велика Попови, чиято фамилия приема.
Борис Стефанов следва „Естествена история“ в Софийския университет „Св. Климент Охридски“ (СУ) от 1911 г., но прекъсва за няколко години, тъй като е мобилизиран и участва в Първата световна война. Завършва СУ (1919) и постъпва на работа като „кустос“ (отговорник за хербарийните сбирки) във Физико-математическия факултет на СУ от 1920 г.
От есента на 1921 г. е асистент по земеделска ботаника в новия Агрономически факултет в СУ, от 1926 г. е частен, а от 1928 г. – редовен доцент по дендрология в създадения Лесовъден отдел към Агрономическия факултет. От 1931 г. е извънреден, а от 1945 г. – редовен професор. Академик е от 1948 г. Оглавява новосъздадената катедра „Дендрология с анатомия на дървото“ през 1949 г.
Борис Стефанов е ботаник със световна известност и признание. Описал е като нови за науката голям брой растителни видове. Според известния ботаник и историограф на ботаниката Стефан Станев обемът на написаните трудове по ботаника от всички български ботаници докъм 1950 г. може да се съпостави с обема на написаното от Борис Стефанов дотогава. Според изтъкнатия ботаник Стефан Ив. Кожухаров (1933 – 1997) „Б. Стефанов се отличава с мащабност на обобщения и идеи, която не е по възможностите на нито един ботаник от неговите съвременници и от последвалите го до днес изследователи на растителната покривка на България“.
Продължава да твори до края на живота си – 12 декември 1979 г.
Погребан е в парцел 46 на Централните софийски гробища.

## Памет
На академик Борис Стефанов е наречена улица в кварталите „Студентски град“ и „Малинова долина“ в София (Карта).

## Основни трудове
- „Флора на България“ (с акад. Николай Стоянов; първата книга по темата от български учени, претърпяла 4 издания: 1924 – 1925, 1933, 1948, 1965 – 1966, последното с Борис Китанов)
- „Фитогеографски елементи в България“ (1943)
- „Произхождение и развитие на вегетационните типове в Родопите“ (1927)
- „Монография на рода“ Colchicum (1926)
- „Топографска флора на България“ (1931, заедно с акад. Даки Йорданов)
- „Горските формации в Северна Странджа“ (1924)
- „Опит за установяване на една паралелна класификация на климатите и вегетационните типове“ (1930)